# Passage Jouffroy

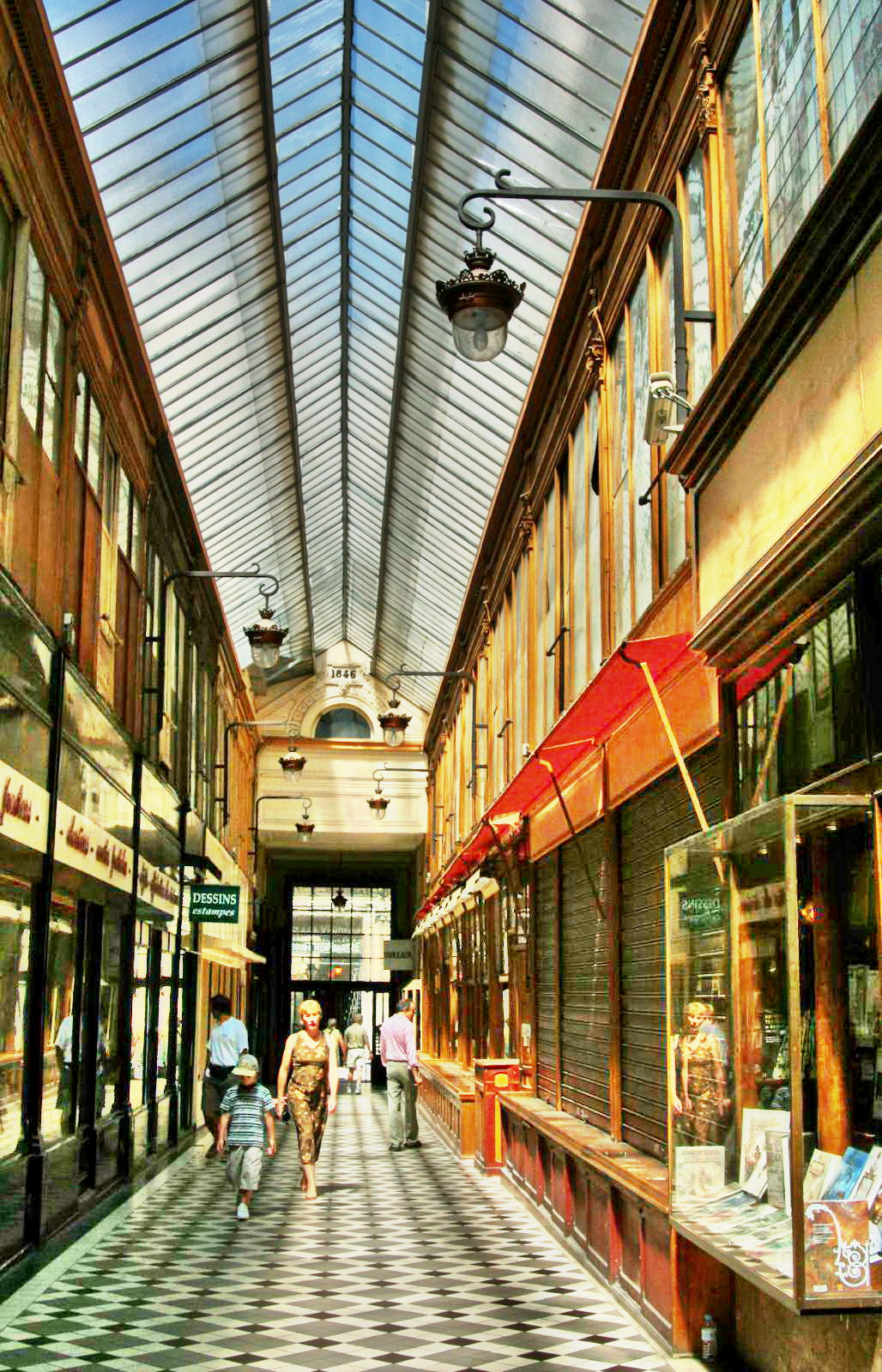

De Passage Jouffroy is een overdekte winkelgalerij in Parijs, geopend in 1845. De passage verbindt de rue de la Grange-Batelière en de avenue Montmartre in het 9e arrondissement. Door een glazen dakconstructie stroom natuurlijk licht de galerij binnen. Deze galerij was de eerste in Parijs met een dak uit metaal en glas. Een andere nieuwigheid was de vloerverwarming onder de marmeren tegelvloer. De passage herbergt onder andere het Musée Grevin (1882), het hôtel Chopin (1846) en de voormalige boekhandel Paul Vulin (1846).
Deze passage werd gelijktijdig met de nabijgelegen Passage Verdeau gebouwd.